# Achroblatta luteola
Achroblatta luteola es una especie de cucaracha del género Achroblatta, familia Blaberidae, orden Blattodea.

## Distribución
Se distribuye por México, Panamá, Guatemala, Ecuador, Honduras, Costa Rica, Colombia, Brasil, Guayana Francesa, Surinam y Bolivia.

## Taxonomía
Fue descrita por Blanchard en 1843 y publicada en Blanchard. 1843. In d'Orbiguy. Voyage Amer. merid. 6(2).